# Efim Isaakovič Zel'manov
Efim Isaakovič Zel'manov in russo Ефим Исаакович Зельманов? (Chabarovsk, 7 settembre 1955) è un matematico russo, conosciuto per il suo lavoro sui problemi di combinatoria all'interno dell'algebra non-associativa e della teoria dei gruppi, tra cui la sua soluzione al problema di Burnside ristretto. Nel 1994, a Zurigo, gli venne consegnata la medaglia Fields.